# Dalmatienbanan
Dalmatienbanan (kroatiska: Dalmatinska pruga) är en järnvägssträckning i Kroatien. Järnvägssträckningen är oelektrifierad och enkelspårig och går från staden Knin till Split vid kusten. I Knin ansluter den till Likabanan. Dalmatienbanan har till stor del byggts längs bergsbranter och genom tunnlar. Sedan 2003 trafikeras linjen av nya ICN-tåg till/från Zagreb. 

## Olycka
Den 16 juli 2009 inträffade en svår järnvägsolycka utanför staden Kaštela när ett ICN-tåg mellan Zagreb och Split spårade ur och lutade ned mot rasbranten ovanför Splits flygplats. 6 personer omkom och 20 skadades svårt vid olyckan. Olyckan orsakades av att banarbetare smort in rälsen med olja som i solvärmen hade gjort rälsen hal vilket medförde att det inte gick att få stopp på tåget.